# 1300年
| 千纪： | 2千纪 |
| 世纪： | 12世纪 \| 13世纪 \| 14世纪                                                                                 |
| 年代： | 1270年代 \| 1280年代 \| 1290年代 \| 1300年代 \| 1310年代 \| 1320年代 \| 1330年代                           |
| 年份： | 1295年 \| 1296年 \| 1297年 \| 1298年 \| 1299年 \| 1300年 \| 1301年 \| 1302年 \| 1303年 \| 1304年 \| 1305年 |
| 纪年： | 庚子年（鼠年）；元大德四年；越南興隆八年；日本正安二年                                                     |

## 大事记
- 元成宗命忙兀都魯迷失、薛超兀兒、劉德祿、高阿康等人率元軍12000人征討敏象王國，阿散哥也抵禦住了前來征討的元軍，以重金賄賂了領軍將士，元軍於翌年撤退。

## 出生
- 12月22日 - 元明宗和世㻋

## 逝世
- 3月1日 - 伯藍也怯赤一名闊闊真（蒙古語：ᠬᠥᠬᠡᠵᠢᠨ，鮑培轉寫：Kökejin），弘吉剌氏。是元朝世祖忽必烈之子元裕宗真金的妻子，生元顯宗、元順宗、元成宗。